# Bourgtheroulde-Infreville
Bourgtheroulde-Infreville is een voormalige gemeente in het Franse departement Eure in de regio Normandië en telt 2911 inwoners (2005). Bourgtheroulde-Infreville maakt deel uit van het arrondissement Bernay.

## Geschiedenis
De gemeente fuseerde op 1 januari 2016 met Bosc-Bénard-Commin en Thuit-Hébert tot de commune nouvelle Grand Bourgtheroulde.

## Geografie
De oppervlakte van Bourgtheroulde-Infreville bedraagt 11,6 km², de bevolkingsdichtheid is 250,9 inwoners per km².
De onderstaande kaart toont de ligging van Bourgtheroulde-Infreville met de belangrijkste infrastructuur en aangrenzende gemeenten.

## Demografie
Onderstaande figuur toont het verloop van het inwonertal (bron: INSEE-tellingen).